# Lettische Davis-Cup-Mannschaft
Die lettische Davis-Cup-Mannschaft ist die Herren-Tennisnationalmannschaft Lettlands. 

## Geschichte
Seit 1993 nimmt Lettland am Davis Cup teil, konnte sich bislang aber noch nie für die Weltgruppe qualifizieren. 2008, 2010 und 2014 spielte die lettische Mannschaft in der Europa/Afrika Gruppenzone I, ihr bislang bestes Resultat. Erfolgreichster Spieler ist Andis Juška mit insgesamt 37 Siegen. Mit 34 Teilnahmen innerhalb von 14 Jahren ist er gleichzeitig  Rekordspieler.